# Adeodatus
Adeodatus (resp. Adeodatus II.; zemřel 17. června 676, Řím) byl mnich z římského benediktínského kláštera sv. Erasma. 11. dubna 672 byl zvolen papežem. Pontifikát vykonával až do své smrti.